# Cecilia Ricali
Cecilia Ricali (Voghera, 20 gennaio 1985) è una multiplista italiana.
Ha vinto 5 titoli italiani assoluti (4 indoor, 1 outdoor) e 14 giovanili nazionali (titolata in tutte le categorie). Vanta 3 presenze con la Nazionale maggiore, tutte collezionate nella Coppa Europa di prove multiple.
Detiene l'8ª migliore prestazione italiana assoluta del pentathlon indoor.

## Biografia
Nel 2000 è stata campionessa italiana cadette di tetrathlon; poi nel 2001 è giunta quarta nei 400 m hs e quinta con la staffetta 4x400 m; poi nona sui 100 m ed argento nel salto in alto nella Coppa Jean Humbert a Malaga in Spagna.
2002, due titoli italiani allieve nell'esathlon e 400 m hs, vicecampionessa italiana allieve nel tetrathlon indoor.
Alle Gymnasiadi di Caen (Francia) è uscita in batteria sui 400 m hs.
Tra il 2003 ed il 2007, entrambi compresi, ha fatto en plein di titoli italiani giovanili di prove multiple, vincendo ogni anno sia la versione indoor (pentathlon) che quella outdoor (eptathlon).
Nel biennio 2003-2004 anche tre medaglie d'argento: 2003, ai campionati italiani juniores sui 100 m hs; 2004, agli italiani juniores sui 100 m hs ed agli assoluti di prove multiple.
Nel 2005 è stata medaglia d'argento agli assoluti indoor nel pentathlon ed ha vinto il titolo italiano promesse nel salto in lungo; inoltre bronzo agli assoluti di prove multiple e sesta nell'alto agli italiani promesse indoor.
Nel 2006 è passata dalla Darra Torveca Vigevano alle Fiamme Azzurre ed ha vinto il titolo italiano assoluti indoor di pentathlon (poi è stata vicecampionessa di eptathlon).
Ha anche esordito con la Nazionale assoluta in occasione della Coppa Europa di prove multiple: 13º posto in Ucraina a Jalta (quinta nella classifica a squadre).
Titolo italiano assoluto indoor di pentathlon nel 2007 e verso la fine della stagione sportiva ha subito un brutto infortunio al piede che l'ha costretta a saltare gli assoluti di prove multiple a Padova.
15º posto agli Europei under 23 di Debrecen (Ungheria) nell'eptathlon.
Assente agli assoluti indoor di prove multiple nel 2009; sempre al coperto, agli assoluti è uscita in batteria sui 60 m hs, ha vinto poi gli assoluti di eptathlon.
In Coppa Europa di prove multiple a Stettino in Polonia è stata 25ª.
Dopo il titolo assoluto indoor del 2010 (sempre al coperto agli assoluti è uscita in batteria sui 60 m hs ed è giunta ottava nel salto in alto), nella primavera dello stesso anno ha subito un altro stop che l'ha costretta a saltare gli assoluti di prove multiple all'aperto.
Assente agli assoluti indoor del 2011, è stata argento agli assoluti di eptathlon.
Un altro titolo assoluto indoor nel pentathlon nel 2012 (agli assoluti al coperto è arrivata settima nella finale 2 dei 60 m hs) e bronzo all'aperto nell'eptathlon agli assoluti.
Ha saltato l'intera stagione sportiva 2013 per un pesante infortunio al piede, ritornando così all'attività agonistica all'inizio del 2014, diventando vicecampionessa indoor e finendo quarta nell'eptathlon agli assoluti di Rovereto.
Nella Coppa Europa di prove multiple a Madera (Portogallo) è stata 24ª nell'eptathlon.
Assente agli assoluti di prove multiple 2015 sia indoor che outdoor.

## Progressione

### Eptathlon
| Stagione | Punteggio | Luogo               | Data      | Rank. Mond. |
| -------- | --------- | ------------------- | --------- | ----------- |
| 2014     | 5.273 p.  | Rovereto            | 19-7-2014 |             |
| 2012     | 5.164 p.  | Bressanone          | 8-7-2012  |             |
| 2011     | 5.562 p.  | Bressanone          | 3-7-2011  |             |
| 2009     | 5.560 p.  | Desenzano del Garda | 10-5-2009 |             |
| 2007     | 5.727 p.  | Desenzano del Garda | 6-5-2007  |             |
| 2006     | 5.549 p.  | Jalta               | 2-7-2006  |             |
| 2005     | 5.610 p.  | Erfurt              | 15-7-2005 |             |
| 2004     | 5.398 p.  | Milano              | 2-5-2004  |             |
| 2003     | 5.094 p.  | Desenzano del Garda | 11-5-2003 |             |

### Pentathlon indoor
| Stagione | Punteggio | Luogo  | Data      | Rank. Mond. |
| -------- | --------- | ------ | --------- | ----------- |
| 2014     | 3.846 p.  | Padova | 26-1-2014 |             |
| 2012     | 4.146 p.  | Ancona | 28-1-2012 |             |
| 2010     | 4.205 p.  | Ancona | 31-1-2010 |             |
| 2007     | 4.149 p.  | Ancona | 21-1-2007 |             |
| 2006     | 4.080 p.  | Napoli | 29-1-2006 |             |
| 2005     | 3.853 p.  | Ancona | 13-2-2005 |             |
| 2004     | 4.009 p.  | Napoli | 15-2-2004 |             |
| 2003     | 3.599 p.  | Genova | 15-2-2003 |             |

## Palmarès
| Anno | Manifestazione    | Sede     | Evento    | Risultato | Prestazione | Note  |
| ---- | ----------------- | -------- | --------- | --------- | ----------- | ----- |
| 2002 | Gymnasiadi        | Caen     | 400 m hs  | Batteria  | 1'03"97     | [ 4 ] |
| 2004 | Mondiali juniores | Grosseto | Eptathlon | 9ª        | 5.459 p.    | [ 5 ] |
| 2005 | Europei under 23  | Erfurt   | Eptathlon | 10ª       | 5.610 p.    | [ 6 ] |
| 2007 | Europei under 23  | Debrecen | Eptathlon | 15ª       | 5.669 p.    | [ 7 ] |

## Campionati nazionali
- 1 volta campionessa assoluta dell'eptathlon (2009)
- 4 volte campionessa assoluta indoor del pentathlon (2006, 2007, 2010, 2012)
- 3 volte campionessa promesse dell'eptathlon (2005, 2006, 2007)
- 3 volte campionessa promesse indoor del pentathlon (2005, 2006, 2007)
- 1 volta campionessa promesse del salto in lungo (2005)
- 2 volte campionessa juniores dell'eptathlon (2003, 2004)
- 2 volte campionessa juniores indoor del pentathlon (2003, 2004)
- 1 volta campionessa allieve sui 400 m hs (2002)
- 1 volta campionessa allieve di esathlon (2002)
- 1 volta campionessa cadette di tetrathlon (2000)

2000
- Oro ai Campionati italiani cadetti e cadette,
(Fano), Tetrathlon - 3.114 p.[8]

2001
- 4ª ai Campionati italiani allievi e allieve,
(Fano), 400 m hs - 1'05"88[9]
- 5ª ai Campionati italiani allievi e allieve,
(Fano), 4x400 m - 4'09"80[10]

2002
- Argento ai Campionati italiani di prove multiple indoor, (Genova), Tetrathlon - 2.754 p.[11]
- Oro ai Campionati italiani allievi e allieve di prove multiple, (Forlì), Esathlon - 4.338 p.[12]
- Oro ai Campionati italiani allievi e allieve,
(Torino), 400 m hs[13]

2003
- Oro ai Campionati italiani di prove multiple indoor, (Ancona), Pentathlon - 3.599 p.[14]
- Oro ai Campionati italiani juniores e promesse di prove multiple, (Campi Bisenzio),
Eptathlon - 4.876 p.[15]
- Argento ai Campionati italiani juniores e promesse, (Grosseto), 100 m hs - 14”09[16]

2004
- Oro ai Campionati italiani di prove multiple indoor, (Napoli), Pentathlon - 4.009 p.[17]
- Argento ai Campionati italiani di prove multiple, (Biella), Eptathlon - 5.364 p. (assolute)[18]
- Oro ai Campionati italiani di prove multiple,
(Biella), Eptathlon - 5.364 p. (juniores)[18]
- Argento ai Campionati italiani juniores e promesse, (Rieti), 100 m hs - 14”12[19]

2005
- Argento ai Campionati italiani di prove multiple indoor, (Ancona), Pentathlon - 3.853 p. (assolute)[20]
- Oro ai Campionati italiani di prove multiple indoor, (Ancona), Pentathlon - 3.853 p. (promesse)[20]
- 6ª ai Campionati italiani allievi-juniores-promesse indoor, (Ancona), Salto in alto - 1,63 m[21]
- Oro ai Campionati italiani juniores e promesse, (Grosseto), Salto in lungo - 6,05 m[22]
- Bronzo ai Campionati italiani di prove multiple, (Forlì), Eptathlon - 5.310 p. (assolute)[23]
- Oro ai Campionati italiani di prove multiple,
(Forlì), Eptathlon - 5.310 p. (promesse)[23]

2006
- Oro ai Campionati italiani di prove multiple indoor, (Napoli), Pentathlon - 4.080 p. (assolute)[24]
- Oro ai Campionati italiani di prove multiple indoor, (Napoli), Pentathlon - 4.080 p. (promesse)[24]
- 5ª ai Campionati italiani allievi-juniores-promesse indoor, (Ancona), 60 m hs - 8”90[25]
- Bronzo ai Campionati italiani allievi-juniores-promesse indoor, (Ancona), Salto in lungo - 5,87 m[26]
- In batteria ai Campionati italiani assoluti indoor, (Ancona), 60 m hs - 9”09[27]
- Argento ai Campionati italiani di prove multiple, (Firenze), Eptathlon - 5.490 p. (assolute)[28]
- Oro ai Campionati italiani di prove multiple, (Firenze), Eptathlon - 5.490 p. (promesse)[29]
- In batteria ai Campionati italiani assoluti,
(Torino), 100 m hs - 14”37[30]
- Bronzo ai Campionati italiani juniores e promesse, (Rieti), 100 m hs - 13”97[31]
- Bronzo ai Campionati italiani juniores e promesse, (Rieti), Salto in alto - 1,73[32]

2007
- Oro ai Campionati italiani assoluti di prove multiple indoor, (Ancona), Pentathlon - 4.149 p. (assolute)[33]
- Oro ai Campionati italiani promesse di prove multiple indoor, (Ancona),
Pentathlon - 4.149 p. (promesse)[33]
- In batteria ai Campionati italiani assoluti indoor, (Ancona), 60 m hs - 8”83[34]
- 4ª ai Campionati italiani allievi-juniores-promesse indoor, (Genova), 60 m hs - 8”87[35]
- Argento Campionati italiani allievi-juniores-promesse indoor, (Genova), Salto in alto - 1,71 m[36]
- Oro ai Campionati italiani juniores e promesse di prove multiple, (Rieti), Eptathlon - 5.535 p.[37]
- Bronzo ai Campionati italiani juniores e promesse, (Pescara), Salto in alto - 1,73 m[38]
- 6ª ai Campionati italiani juniores e promesse,
(Pescara), Salto in lungo - 5,72 m[39]

2009
- In batteria ai Campionati italiani assoluti indoor, (Ancona), 60 m hs - 9”03[40]
- Oro ai Campionati italiani assoluti di prove multiple, (Milano), Eptathlon - 5.409 p.[41]

2010
- In batteria ai Campionati italiani assoluti indoor, (Ancona), 60 m hs - 8”94[42]
- 8ª ai Campionati italiani assoluti indoor,
(Ancona), Salto in alto - 1,70 m[43]
- Oro ai Campionati italiani assoluti di prove multiple indoor, (Ancona), Pentathlon - 4.205 p.[44]

2011
- Argento ai Campionati italiani assoluti di prove multiple, (Formia), Eptathlon - 5.504 p.[45]
- In batteria ai Campionati italiani assoluti,
(Torino), 100 m hs - 14”11[46]

2012
- Oro ai Campionati italiani assoluti di prove multiple indoor, (Ancona), Pentathlon - 4.146 p.[47]
- 7ª ai Campionati italiani assoluti e promesse indoor, (Ancona), 60 m hs - 9”13 (Finale 2)[48]
- Bronzo ai Campionati italiani assoluti di prove multiple, (Bressanone), Eptathlon - 5.164 p.[49]

2014
- Argento ai Campionati italiani assoluti di prove multiple indoor, (Padova), Pentathlon - 3.846 p.[50]
- 4ª ai Campionati italiani assoluti di prove multiple, (Rovereto), Eptathlon - 5.273 p.[51]

## Altre competizioni internazionali
2001
- 9ª nella Coppa "Jean Humbert", ( Malaga), 100 m hs - 15"17[52]
- Argento nella Coppa "Jean Humbert", ( Malaga), Salto in alto - 1,68 m[52]

2006
- 13ª nella First League della Coppa Europa di prove multiple, ( Jalta), Eptathlon - 5.549 p.[53]
- 5ª nella First League della Coppa Europa di prove multiple, ( Jalta), Classifica a squadre - 16.592 p.[54]

2009
- 25ª nella Super League della Coppa Europa di prove multiple, ( Stettino), Eptathlon - 5.315 p.[55]

2014
- 24ª nella Second League della Coppa Europa di prove multiple ( Madera), Eptathlon - 5.107 p.[56]